# Партия цыган
Партия цыган (рум. Partida Romilor «Pro Europa», PRPE; цыг. Partida le Romenge), известная до 2008 года как Социал-демократическая партия цыган (рум. Partida Romilor Social-Democrată, PRS-D) — политическая партия в Румынии, представляющая цыганское меньшинство. Его лидером является Николае Пэун, и в настоящее время у него есть одно зарезервированное место в Палате депутатов.

## Представительство в парламенте
Основанная в 1990 году, после румынской революции, Партия цыган является официальной политической ассоциацией цыганского меньшинства в Румынии и, следовательно, имеет одно зарезервированное место в Палате депутатов, независимо от её результатов на выборах. Партия участвовала во всех выборах, начиная с избирательного права 1992 года, но ни разу не преодолела 5-процентный порог, необходимый для получения дополнительных мест.
На выборах в законодательные органы 2000, 2004 и 2012 годов Партия цыган подписала протокол о взаимной избирательной поддержке с Социал-демократической партией (СДП). Зарезервированное место занимал Георге Рэдукану с 1992 по 1996 год, Мэдэлин Войку с 1996 по 2000 год и Николае Пэун с 2000 по 2004 год и с 2004 года.

## Местное представительство
На местных выборах в Румынии в 2016 году от партии PRPE были избраны 143 муниципальных советника и один мэр Думитру Мирча в Брахашешти.

## История выборов

### Выборы в законодательные органы
| Выборы | Палата депутатов | Палата депутатов | Палата депутатов | Сенат   | Сенат | Сенат |
| Выборы | Голосов          | %                | Мест             | Голосов | %     | Мест  |
| ------ | ---------------- | ---------------- | ---------------- | ------- | ----- | ----- |
| 1992   | 52,704           | 0.48             | 1                |         |       |       |
| 1996   | 82,195           | 0.67             | 1                |         |       |       |
| 2000   | 71,786           | 0.63             | 1                |         |       |       |
| 2004   | 56,076           | 0.55             | 1                |         |       |       |
| 2008   | 44,037           | 0.61             | 1                |         |       |       |
| 2012   | 22,124           | 0.30             | 1                |         |       |       |
| 2016   | 13,126           | 0.19             | 1                |         |       |       |

### Европейские выборы
| Выборы | Голосов        | %              | Членов Европейского парламента | Позиция        | Европейская партия | Политические группы Европейского парламента |
| ------ | -------------- | -------------- | ------------------------------ | -------------- | ------------------ | ------------------------------------------- |
| 2007   | 58,903         | 1.14 %         | 0 из 35                        | 12-я           | —                  | —                                           |
| 2009   | не участвовала | не участвовала | не участвовала                 | не участвовала | —                  | —                                           |
| 2014   | не участвовала | не участвовала | не участвовала                 | не участвовала | —                  | —                                           |
| 2019   | не участвовала | не участвовала | не участвовала                 | не участвовала | —                  | —                                           |